# Rudolf Steiger (Architekt)

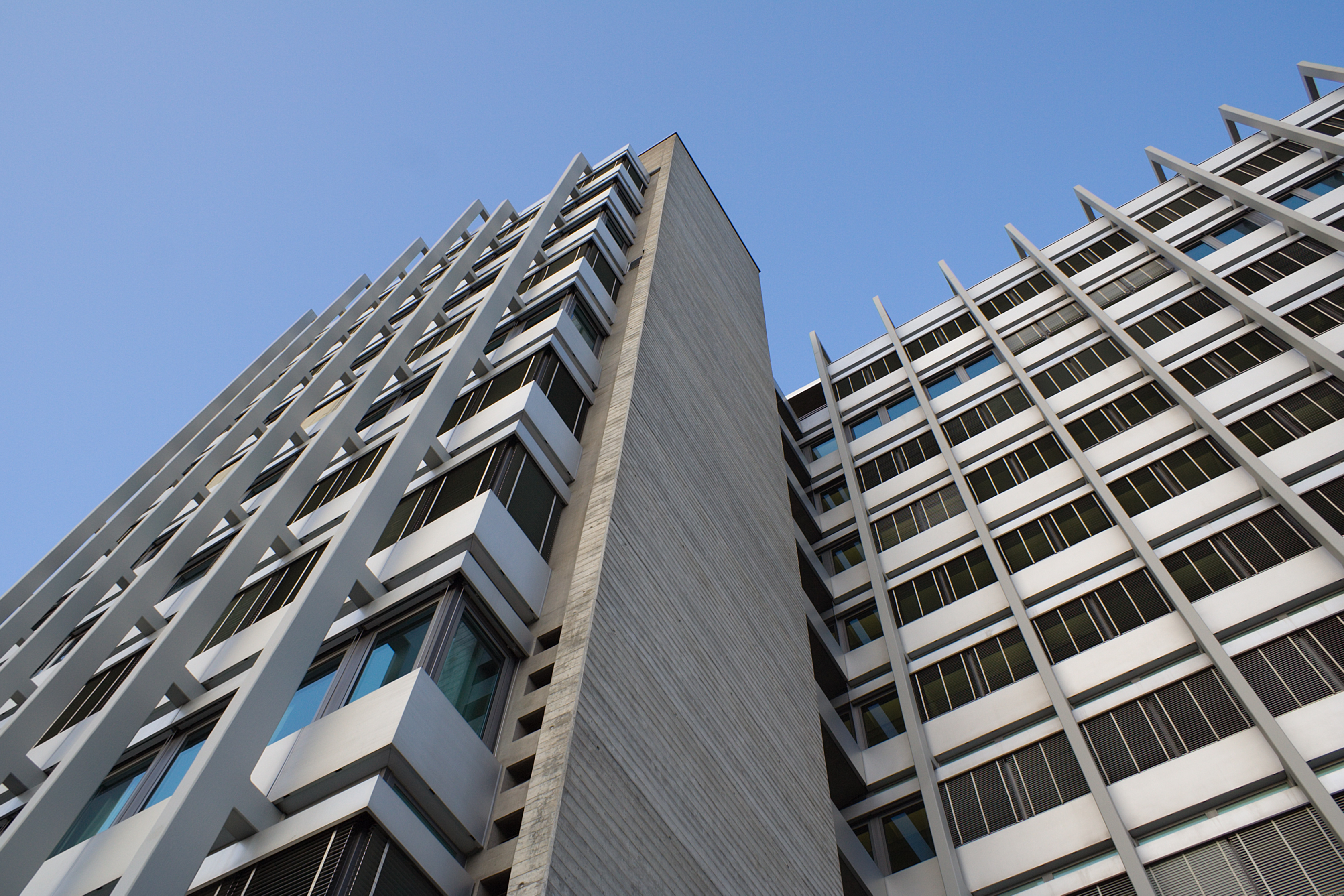
Zürcher Hochhaus zur Palme

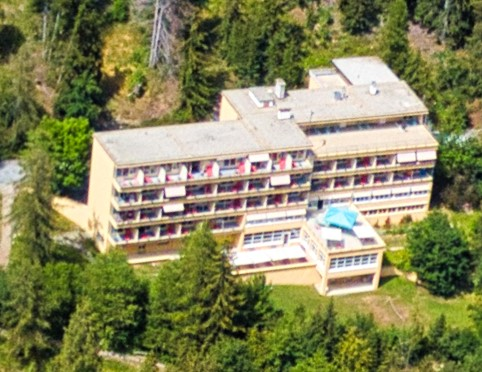
Hotel Bella Lui, Crans-Montana, Baujahr 1929

Rudolf Steiger (* 4. Oktober 1900 in Zürich; † 24. Juni 1982 in Zürich) war ein Schweizer Architekt.

## Leben und Wirken
Rudolf Steiger war ein Sohn des  Flugzeugkonstrukteur, Flugpionier und Maler Carl Steiger. Sein Onkel war der Erfinder Otto Steiger und seine Schwester war die Montessori-Kindergärtnerin Irma Sandreuter-Steiger. 
Sein Studium an der ETH Zürich, wo er von 1919 bis 1923 zugleich mit seiner späteren Frau Flora Crawford und dem späteren Büropartner Max Ernst Haefeli studierte, schloss er mit Diplom bei Karl Moser ab. Nach Mitarbeit im Büro Dumont in Brüssel ging er noch im gleichen Jahr nach Berlin zu Korn und Weitzmann. 1924 konnte er mit dem Auftrag für das Haus Sandreuter sein eigenes Büro mit Flora Crawford in Basel gründen, das das Ehepaar im darauffolgenden Jahr nach Zürich verlegte. 1928 war Rudolf Steiger Gründungsmitglied der historisch bedeutenden Plattform des Neuen Bauens, der Congrès International d’Architecture Moderne. Mit Haefeli, Hubacher, Moser, Artaria, Roth und Schmidt war er auch einer der Architekten der architekturgeschichtlich bedeutenden Siedlung Neubühl (1930–32) in Zürich. Im selben Zeitraum entstand, zusammen mit Carl Hubacher, auch das Zett-Haus am Stauffacher, ein emblematischer Bau der Moderne in Zürich, sowie zusammen mit seiner Frau und mit Arnold Itten das Sanatorium Bella Lui in Montana.
Mitte der 1930er entwarf Steiger die Verwaltungsgebäude und Montagehallen der General Motors in Biel. 1937 war er erfolgreich bei der Ideenkonkurrenz für den Neubau des Kantonsspitals Zürich, im selben Jahr gründete er mit den Architekten Max Ernst Haefeli, Werner Max Moser das Architekturbüro Haefeli Moser Steiger, eine Partnerschaft, die bis 1970 bestand. Allerdings tat er sich auch immer wieder mit anderen Architekten zusammen, unter anderem mit seinem Sohn Peter.
Rudolf Steiger und seine Frau Flora Steiger-Crawford waren Eltern der Architekten Martin Steiger und Peter Steiger.